# Kanton Saint-Pierre-d’Oléron
Der Kanton Saint-Pierre-d’Oléron war bis 2015 ein französischer Wahlkreis im Département Charente-Maritime und in der damaligen Region Poitou-Charentes. Er umfasste vier Gemeinden auf der Insel Oléron im Arrondissement Rochefort; sein Hauptort (frz.: chef-lieu) war Saint-Pierre-d’Oléron. Die landesweiten Änderungen in der Zusammensetzung der Kantone brachten im März 2015 seine Auflösung. Vertreter im conseil général des Départements war zuletzt für die Jahre 1985–2015 Jean-Paul Peyry (UMP).

## Gemeinden
| Gemeinde               | Einwohner Jahr | Fläche km² | Bevölkerungsdichte | Code INSEE | Postleitzahl |
| ---------------------- | -------------- | ---------- | ------------------ | ---------- | ------------ |
| La Brée-les-Bains      | 718 (2013)     | 7,27       | 99 Einw./km²       | 17486      | 17840        |
| Saint-Denis-d’Oléron   | 1.361 (2013)   | 11,75      | 116 Einw./km²      | 17323      | 17650        |
| Saint-Georges-d’Oléron | 3.529 (2013)   | 46,55      | 76 Einw./km²       | 17337      | 17190        |
| Saint-Pierre-d’Oléron  | 6.637 (2013)   | 40,55      | 164 Einw./km²      | 17385      | 17310        |